# پانچ (مجله)
پانچ (به انگلیسی: Punch) یک مجلهٔ هفتگی طنز و هجو بریتانیایی است که در سال ۱۸۴۱ به دست هنری مِیهو و قلم‌زن مشهور آن زمان، ابِنِزِر لَنْدِلْز، تأسیس شد، طراحیها، کاریکاتورها و جلد هنریِ مجله به عهدهٔ طراح مشهور آن زمان ریچارد دویل بود که فعالیت عمده‌ای در مجله داشت. از دیدگاه تاریخی، عمدهٔ نفوذ و محبوبیت این مجله مربوط به دههٔ ۱۸۴۰ تا ۱۸۵۰ است که با طراحی‌های لندلز، اصطلاحاً کارتونی، در مفهوم مدرن آن به‌عنوان یک تصویر طنزآمیز شد.
پس از سال ۱۹۴۰، یعنی زمانی که به اوج شمارگان خود رسیده بود، به یک رکود طولانی‌مدت دچار شد، تا اینکه در سال ۱۹۹۲ بسته شد و در سال ۱۹۹۶ مجدداً احیا گردید، ولی باز در سال ۲۰۰۲ بسته شد.